# Elecciones generales de Perú de 1924
Las elecciones generales de Perú de 1924 para elegir al presidente del Perú dieron como ganador al presidente Augusto B. Leguía, al ser candidato único. Para poder postularse tuvo que reformar la Constitución que le impedía la reelección inmediata. Fue llevada a cabo bajo la ley N.º 4907 del 30 de enero de 1924 que estipulaba el voto directo y público durante dos días, los 6 y 7 de julio, a base de la boleta militar.

## Antecedentes
Cuando se acercaba el fin de su mandato en 1924, Leguía hizo reformar el artículo de la Constitución de 1920, nacida del mismo gobierno y Asamblea Constituyente de la «Patria Nueva», que prohibía la reelección presidencial, contando con el apoyo de un sumiso Congreso. El proyecto de enmienda constitucional fue aprobado por el Senado el 7 de octubre de 1922.
Germán Leguía y Martínez, apodado «El Tigre», primo del presidente y ministro de Gobierno, se opuso a dicho plan reeleccionista, por lo que sufrió prisión y destierro.

## Resultados
Barrida toda oposición, Leguía se presentó como candidato único por el Partido Democrático Reformista, por lo que fue reelegido en unas elecciones que no contaron con garantía alguna y juró un nuevo periodo presidencial que se inició el 12 de octubre de 1924 y debía finalizar en 1929.